# دوغان داي غن
الأمير العظيم دوغآن (덕안대군 | 德安大君) , (ولد في ؟ ومات في ؟) , أحد أفراد أسرة إي الملكية في مملكة جوسون , اسمه الشخصي يي بانغ يون (이방연) , هو أحد أفراد عشيرة جونجو يي .

## حياته
والدته هي الملكة شينوي (신의왕후 한씨) وهو الابن السادس للملك تايجو (조선 태조) ملك جوسون الأول , وهو أصغر أبنائه منها . بسبب عدم وجود سجلات حوله , فإن تاريخ ولادته ووفاته غير معروفة , حوليات عام 1393 (السنة الثانية من حكم الملك تايجو) فإنه يبدو أنه مات قبل تأسيس مملكة جوسون .
في 1409 (السنة التاسعة من حكم الملك تايجو) في 10 أبريل توجه الملك تايجونغ وأعطاه اللقب الأمير منآن (문안군 | 文安君) وأعطي فيما بعد لقب الأمير العظيم دوغآن (덕안대군 | 德安大君) .

## الأسرة

### الأقارب
- الأب : الملك تايجو (태조 | 太祖) الملك الأول لمملكة جوسون , (ولد في 1335 ومات في 1408 , حكم من 1392 إلى 1398) .
- الأم : الملكة شينوي من عشيرة هان (신의왕후 한씨) (ولدت في 1337 وماتت في 1391) .
- الإخوة :
  - الأمير العظيم جنآن , (진안대군) , (ولد في 1354 ومات في 1393) .
  - الأمير العظيم يونغآن , (영안대군) , (ولد في 1357 ومات في 1419) .
  - الأمير العظيم إغآن , (익안대군) , (ولد في 1360 ومات في 1404) .
  - الأمير العظيم هويآن , (회안대군) , (ولد في 1364 ومات في 1421) .
  - الأمير العظيم جونغآن , (정안대군) , (ولد في 1367 ومات في 1422) .
  - الأمير العظيم موآن , (무안대군) , (ولد في 1381 ومات في 1398) , أخ غير شقيق .
  - الأمير العظيم ويآن , (의안대군) , (ولد في 1382 ومات في 1398) , أخ غير شقيق .
- الأخوات :
  - الأميرة غيونغشن (경신공주) .
  - الأميرة غيونغسون (경선공주) .
  - الأميرة غيونغسن (경순공주) .
  - الأميرة سكشن (숙신옹주) .
  - الأميرة ويريونغ (의령옹주) .

### أسرته
- الزوجة : غير معروفة .
- الأبناء : غير معروف .